# Юдаїзм в Україні
Юдаїзм в Україні — релігія євреїв, що проживають в Україні. Юдаїзм в Україні має глибоку та складну історію, що налічує тисячоліття, і є невід'ємною частиною культурного та релігійного ландшафту України. 
Після встановлення в Україні радянської влади переважна більшість релігійних громад була заборонена, а їхнє майно пограбоване. На початку 20-х рр. 20 ст. майже всі провідні рабини та цадики залишили радянську Україну. Наприкінці 1922 ті рабини, які залишилися на території СРСР (утворений у грудні 1922), створили організацію "Ваад рабаней СРСР". Завдяки її діяльності юдейське релігійне життя в СРСР частково відродилося. 1933 "Ваад рабаней СРСР" було заборонено, а її керівників вислано за кордон. Почалася нова хвиля переслідувань юдейських релігійних громад, що тривала до початку Другої світової війни. Під час німецької окупації було винищено щонайменше 1,6 млн євреїв України, що становить приблизно 60% від їх довоєнної кількості. Після війни радянська влада продовжувала політику репресій та суворих обмежень щодо юдаїзму. За станом на 1991 рік в Україні діяли лише 14 синагог. Після розпаду СРСР завдяки допомозі Ізраїлю й громад діаспори та сприятливій політиці влади юдейські громади почали відроджуватися й розбудовуватися. Нині в Україні існує 240 юдейських громад.

## Історія
Євреї з'явилися на території сучасної України ще в античні часи, зокрема в Криму та грецьких колоніях на північному узбережжі Чорного моря (наприклад, у Керчі). Існують археологічні свідчення (написи, надгробки) їхньої присутності.
Євреї згадуються у Києві та Галичині вже з X-XI століть. З другої половини XIV століття, після включення українських земель до складу Великого князівства Литовського та Польського королівства, єврейське населення значно зросло. Євреї відігравали важливу роль у торгівлі, ремеслах, фінансах, утримували орендні маєтки. До середини XVII століття їхня кількість сягала десятків тисяч.
Хмельниччина (XVII ст.) була одією із найтрагічніших періодів в історії євреїв України. Під час повстання Богдана Хмельницького єврейські громади зазнали величезних втрат. Багато євреїв були вбиті, а їхні громади знищені.
Після поділів Речі Посполитої більшість українських земель з єврейським населенням опинилися у складі Російської імперії (так звана "смуга осілості"), а Галичина та Буковина – в Австрійській (пізніше Австро-Угорській) імперії.
Саме на українських землях (Поділля, Волинь) у XVIII столітті виник і значно поширився хасидизм – містично-етичний рух в юдаїзмі, заснований Ісраелем Баал Шем Товом (Бештом). Брацлавський хасидизм, заснований рабином Нахманом з Брацлава (онуком Бешта), також походить з України. Хасидизм став потужною відповіддю на духовну кризу та переслідування євреїв.
Кінець XIX – початок XX століття характеризувалися хвилею антиєврейських погромів, особливо у Смузі осілості Російської імперії, що призвело до масової еміграції євреїв з України.
Після встановлення радянської влади юдаїзм, як і інші релігії, зазнав значних переслідувань. Синагоги закривалися, релігійні лідери репресувалися, єврейська культура та мова (іврит) придушувалися. Мільйони євреїв були асимільовані або мігрували.
Нацистська окупація України під час Другої світової війни стала періодом найстрашнішої трагедії для єврейського народу – Голокосту. Масові розстріли, зокрема у Бабиному Яру в Києві, та планомірне знищення євреїв на всій території України забрали життя понад половини українського єврейства.
Після розпаду СРСР та проголошення незалежності України розпочалося відродження єврейського релігійного та культурного життя. Завдяки підтримці Ізраїлю, єврейських організацій діаспори та сприятливій політиці влади, єврейські громади почали відновлюватися.

## Релігійна освіта юдеїв України
Згідно з традицією юдейські навчальні заклади відвідували лише хлопчики. Дівчатка вчилися вдома. Початкову 7-річну освіту єврейські хлопчики отримували з 6 років у школах, що називалися хедерами (від давньоєврейського – кімната). Там вони опановували мову, на якій були написані святі тексти – стародавній іврит (у побуті спілкувалися мовою німецького походження – їдиш), навчалися читанню, письму й арифметиці, вивчали текст Тори. Вчителів хедерів називали меламедами. Після завершення курсу хедера юнаки, які мали таку можливість, продовжували освіту у вищих школах – єшивах. Там вони вивчали головним чином Талмуд, Шулхан Арух і Тору з коментарями до цих сакральних текстів, а також дидактичну рабинську літературу. У деяких єшивах певний час відводився на поглиблене вивчення Біблії (єврейської). Навчання тривало до одруження, що відбувалося зазвичай у віці 18–20 років. Деякі з учнів коштом громади чи приватних спонсорів продовжували навчання все життя. Вельми поширеними в Україні були заклади, що називалися бейт мідраш (дім вчення). В ньому юдеї вивчали класичні тексти у вільний від роботи час за власним бажанням. У сучасній Україні існують юдейські школи, де поряд зі звичайними предметами вивчаються Тора та Мішна. Школи відвідують хлопчики й дівчатка, але вони вчаться окремо. В ортодоксальних єшивах, як у давнину, вчаться лише юнаки, а в закладах реформістів – і юнаки, і дівчата.

## Керівництво релігійних громад
Зазвичай на посаду голови релігійної громади – рабина – рада старійшин запрошує юдея, який отримав належну освіту та добре розуміється на Талмуді й Шулхан Арусі. Рабин підписує контракт із громадою на 3 роки. Ця угода може бути подовжена після завершення терміну її дії за згодою сторін. До обов'язків рабина належить нагляд за дотриманням громадою релігійного Закону, керівництво навчальними закладами та релігійним судом. Лише двічі на рік, у суботу напередодні Песаху та в суботу напередодні Йом-Кіпуру, він проголошує проповідь перед громадою. В решту субот та свята промовляти народу слово Боже був забов'язаний магід (проповідник), з яким громада також укладала угоду на певний термін. У громадах хасидів обов'язки магіда виконує цадик. Господарськими справами синагоги керує обраний габай (староста). В сучасній Україні посади рабинів, як правило, обіймають посланці закордонних громад, оскільки поки що місцеві юдеї недостатньо обізнані з релігійними традиціями, що було спричинено цілеспрямованою боротьбою радянських властей проти релігії. Проповіді здебільшого проголошують самі рабини чи найосвіченіші члени громади. Рабинам допомагають керувати громадою габаї, які призначаються або обираються з числа місцевих юдеїв.

## Чисельність юдеїв
Кількість євреїв в Україні значно скоротилася через Голокост, еміграцію (особливо до Ізраїлю та США після розпаду СРСР) та асиміляцію. За даними різних джерел, кількість євреїв в Україні оцінюється від 43 тис. (за даними ізраїльського демографа Серджіо Делла Пергола на 2021 рік) до близько 300 тис. осіб єврейського походження (за даними Асоціації єврейських організацій та общин України).
Найбільші осередки єврейського населення та активні громади зосереджені у великих містах: Києві, Дніпрі, Харкові, Одесі, Запоріжжі та Львові. Дніпро вважається одним з найбільших центрів єврейського життя в Україні.

## Юдейські конфесії
Наразі в Україні діє близько 240-290 юдейських громад різних конфесій. Більшість діючих громад є ортодоксальними. Серед них значний вплив має Хабад Любавич – одна з найбільших хасидських течій, яка активно відновлює синагоги, створює освітні та благодійні центри.
Прогресивний (реформістський) юдаїзм також представлений в Україні, хоча і є менш чисельним.

## Галерея

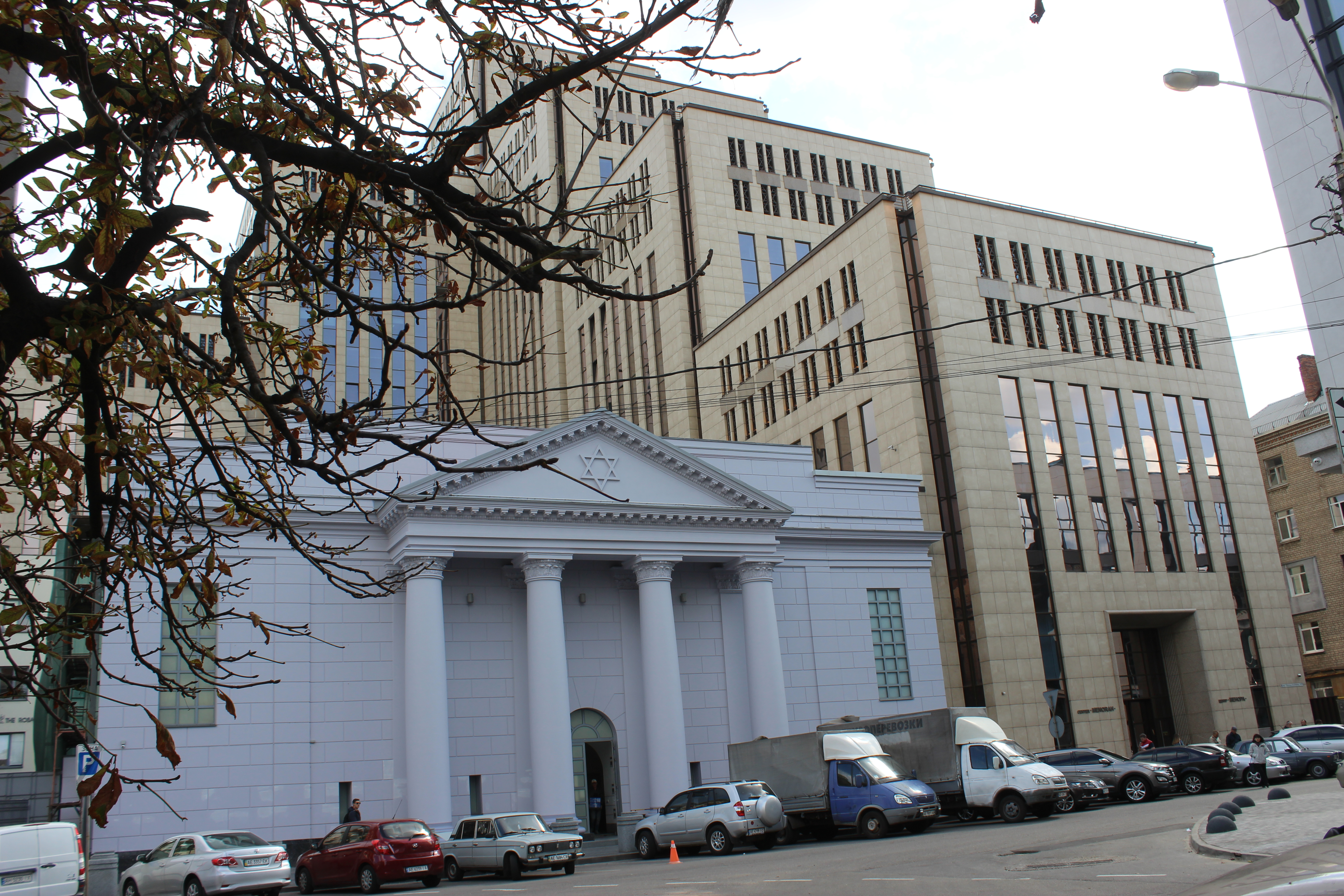
Синагога «Золота Роза» у місті Дніпро
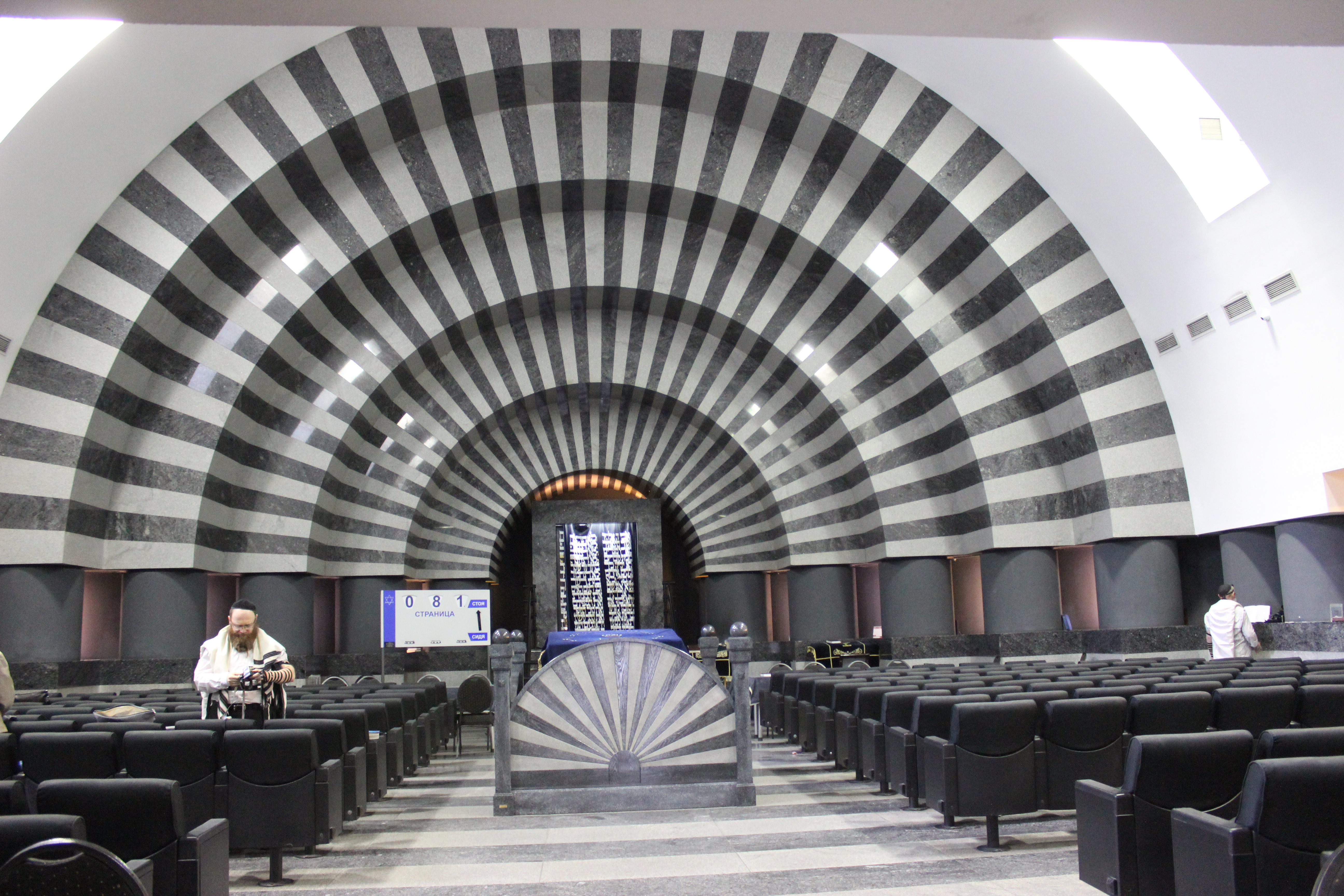
Синагога «Золота Роза» у місті Дніпро
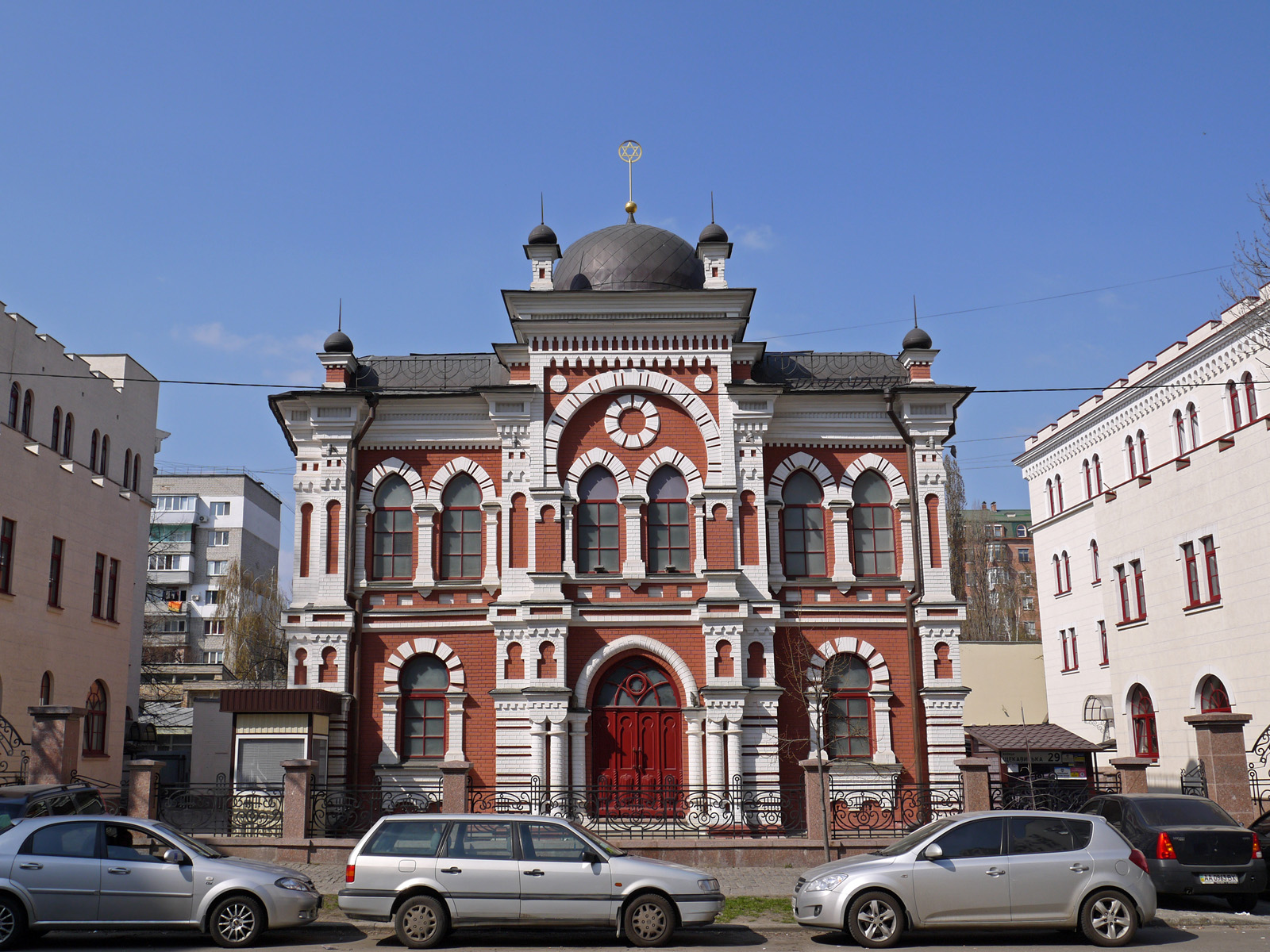
Велика хоральна синагога у місті Київ
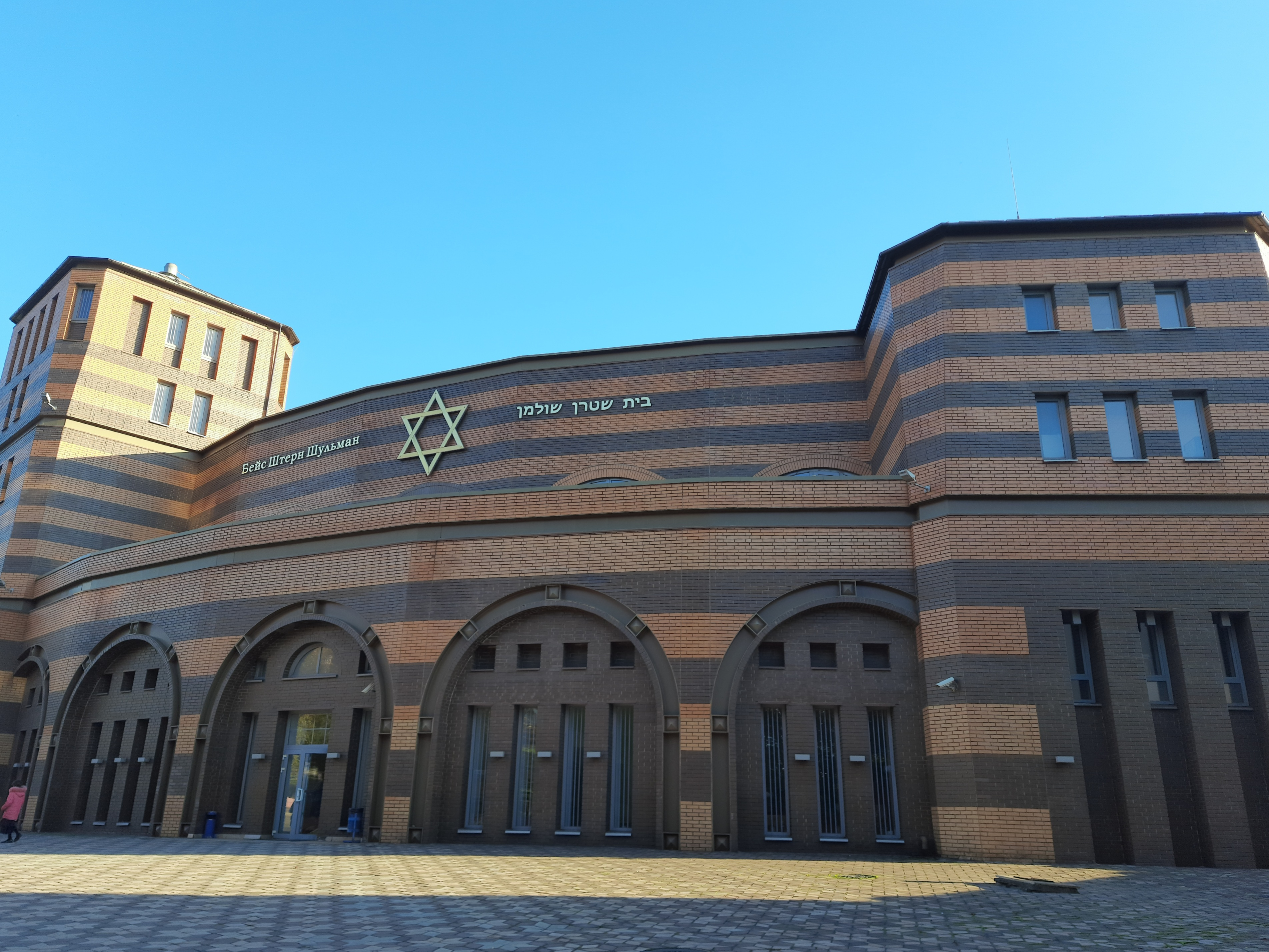
Синагога «Бейс Штерн Шульман» у місті Кривий Ріг
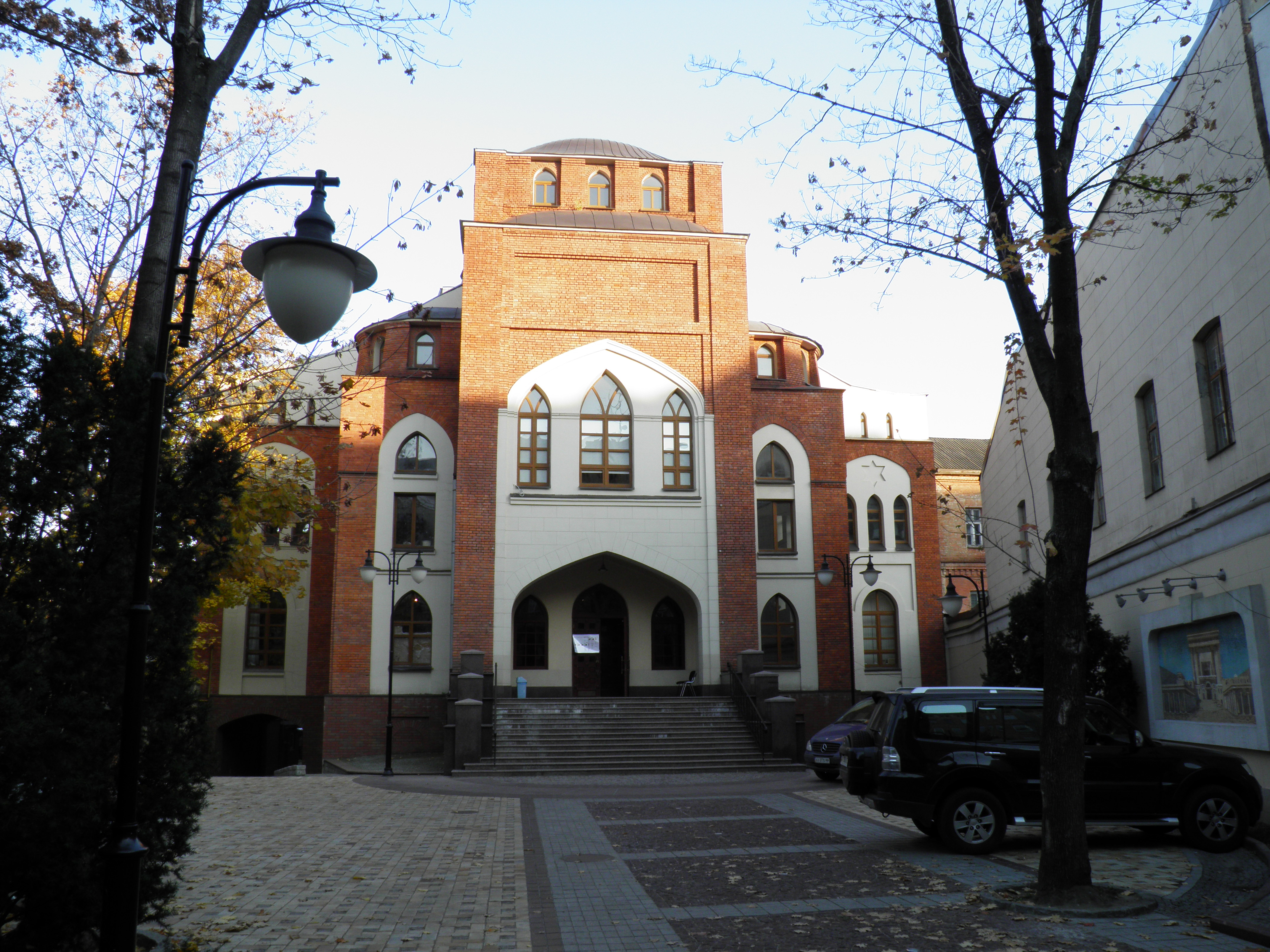
Харківська хоральна синагога
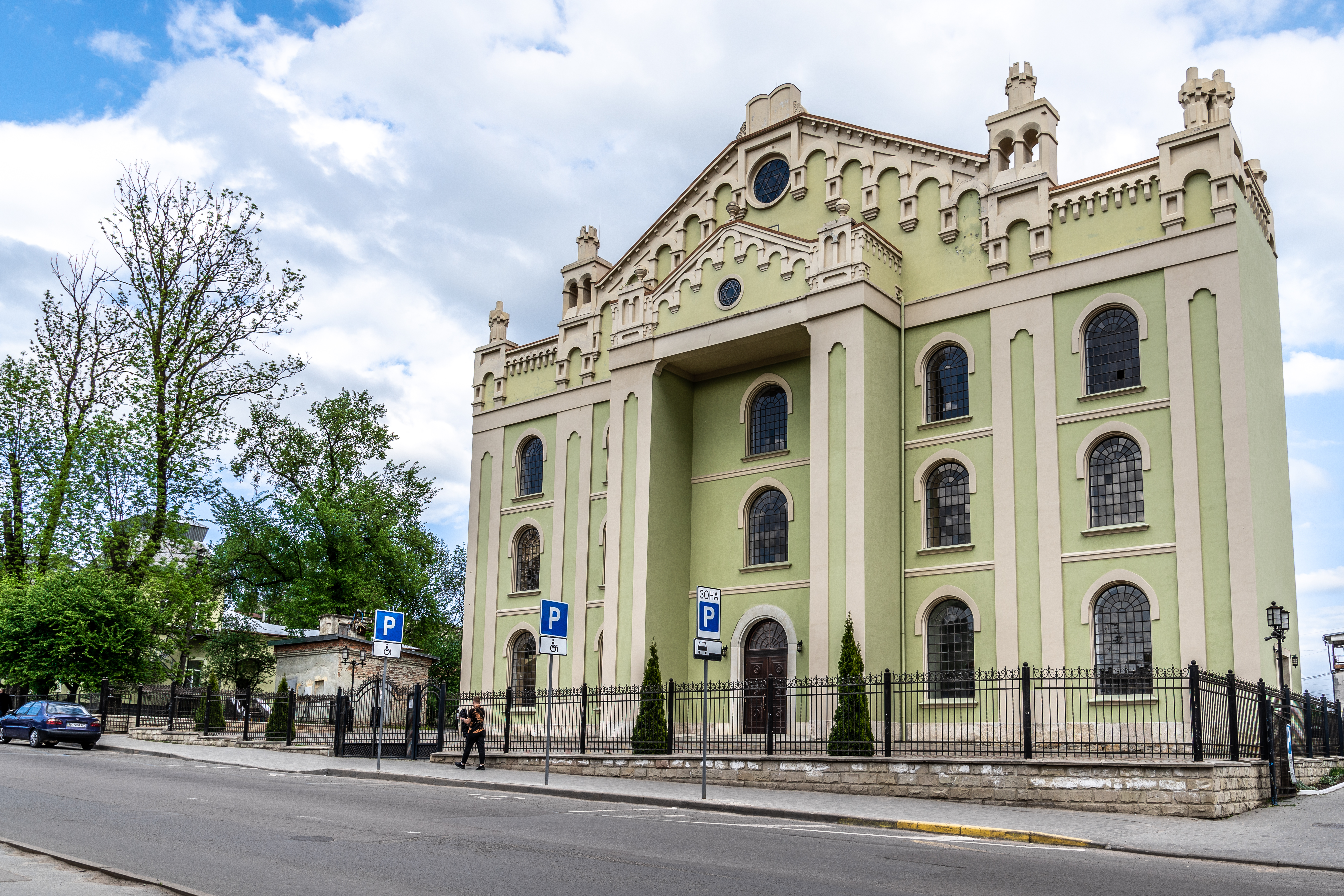
Велика синагога у місті Дрогобич